# Télé Tchad
Télé Tchad est la société publique de production et de diffusion de programmes à la radio et à la télévision du Tchad. Créée le 10 décembre 1987, elle émet en français et en arabe.
Le nom de Télé Chad est désormais Onama TV.

## Organisation

### Direction
Télé Tchad est successivement dirigée par 
- En 2012 : Doubaye Kleoutouin, directeur général[2] ;
- Jusqu'au 14 octobre 2019 : Hassane Guedallah Mahamat ;
- Depuis le 14 octobre 2019 : Mbaïdiguim Elon[3], journaliste et ancien directeur au ministère de la Communication.